# Округ 01 (Дюссельдорф)
Городской административный округ 01 (нем. Stadtbezirk 01) — один из десяти округов, составляющих территорию города Дюссельдорфа, столицы федеральной земли Северный Рейн-Вестфалия.

## Общая характеристика
Подразделяется на административные районы, которых здесь шесть: Альтштадт (Altstadt), Гольцхайм (Golzheim), Дерендорф (Derendorf), Карлштадт (Carlstadt), Пемпельфорт (Pempelfort) и Штадтмитте (Stadtmitte). Современная территория округа, как составная часть Дюссельдорфа, была выделена в 1975 году. Руководство округа базируется на Казерненштрассе, 6 (Kasernenstraße, 6) (район Штадтмитте).
В противоположность другим крупным городам Северного Рейна-Вестфалии, в которых округа имеют свои собственные названия (например, в Кёльне и Дуйсбурге), в Дюссельдорфе они обозначены только цифрами.

## Особенности округа
Округ 01 является историческим, культурным и церковным центром Дюссельдорфа. Здесь находятся музеи, картинные галереи и множество памятников истории и культуры. Старина, разнообразные кафе, рестораны и пивные заведения, красивая набережная Рейна привлекают в округ множество местных и иностранных туристов и отдыхающих.
Округ очень плотно заселён, представляя собой сплошную городскую средне-и многоэтажную жилую застройку. Здесь располагаются важные офисные центры и банки.
Метротрам связывает округ 01 со всеми остальными районами города, в первую очередь с главным железнодорожным вокзалом.

## Политическая ориентация
На последних коммунальных выборах, прошедших в 2009 году, за представителей различных партий население проголосовало следующим образом: ХДС - 39,4%, СДПГ - 21,2%, Зелёные - 18,7%, СвДП - 11,9%, Левые - 5,3%, остальные партии - 3,6%. Партийное представительство в руководстве округа таким образом сформировалось в соответствии с пропорциями отданных за кандидатов голосов, среди которых преобладают христианские демократы (ХДС) (8 из 19 представителей).

## Фотогалерея шести районов округа

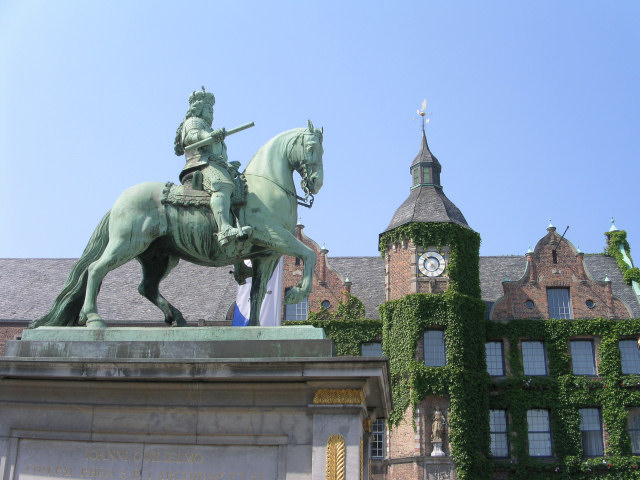
Памятник Яну Веллему и Ратуша, Альтштадт
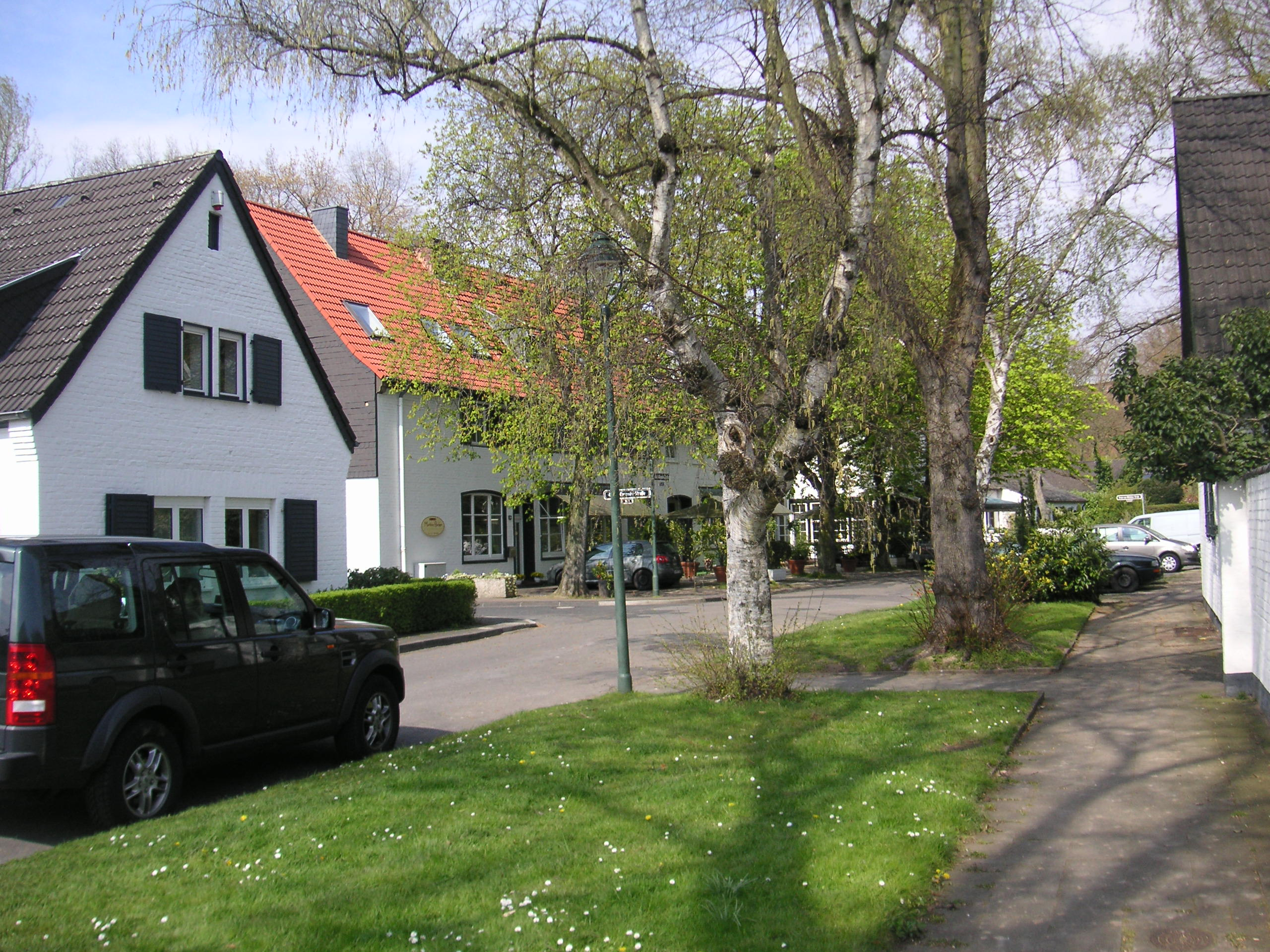
Дома бюргеров, Гольцхайм
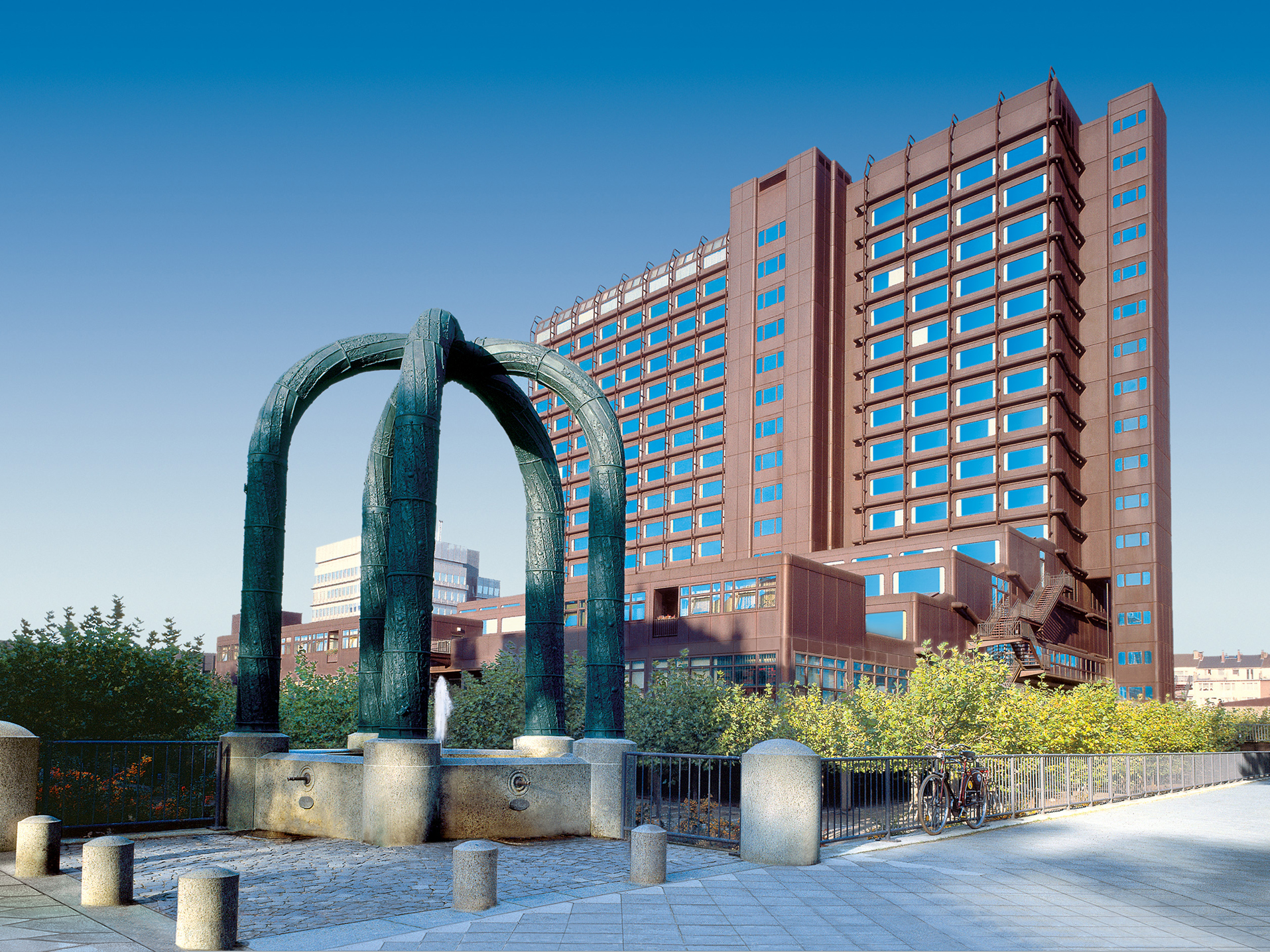
Земельное административное здание, Дерендорф
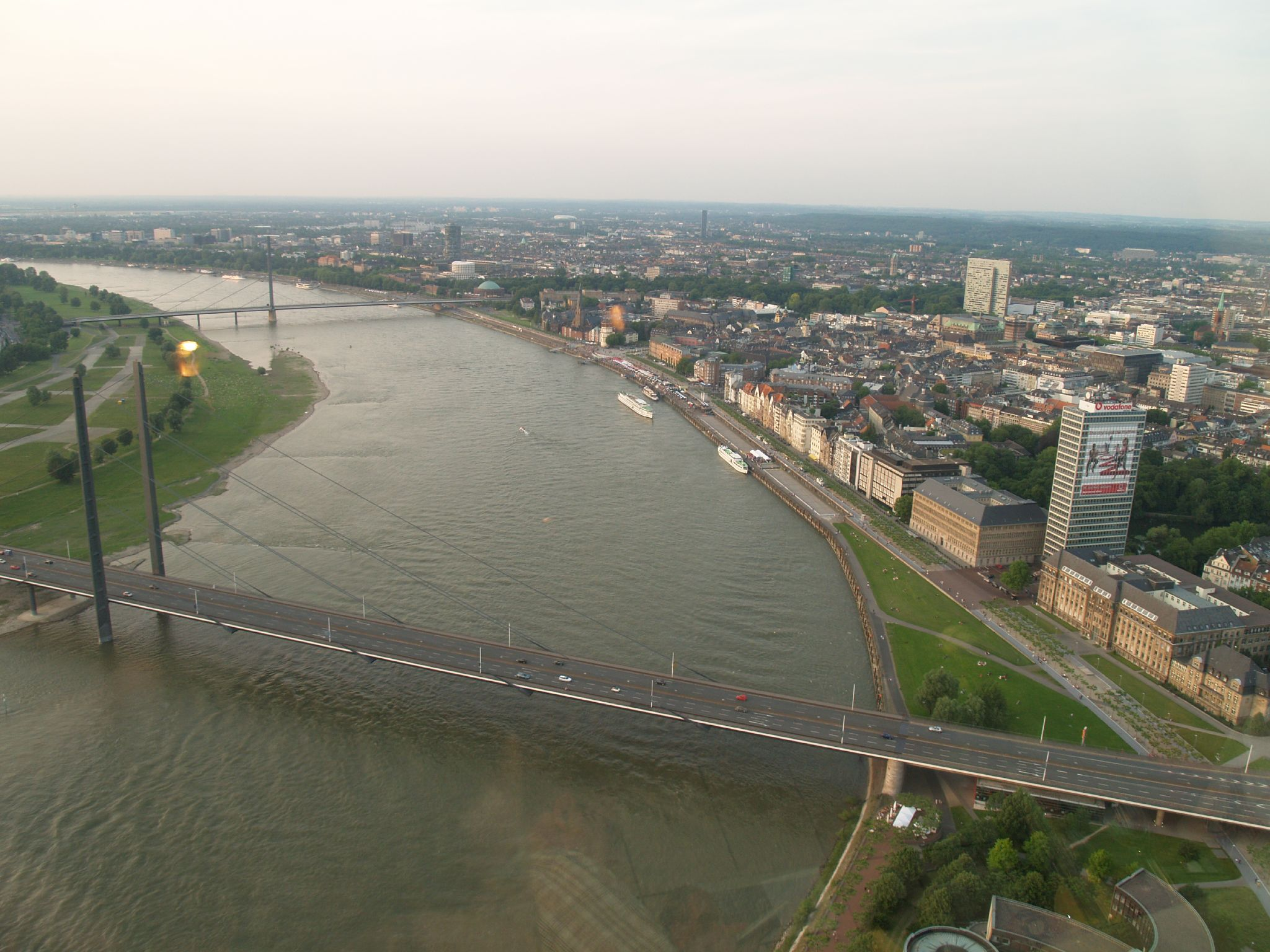
Набережная Рейна, Карлштадт
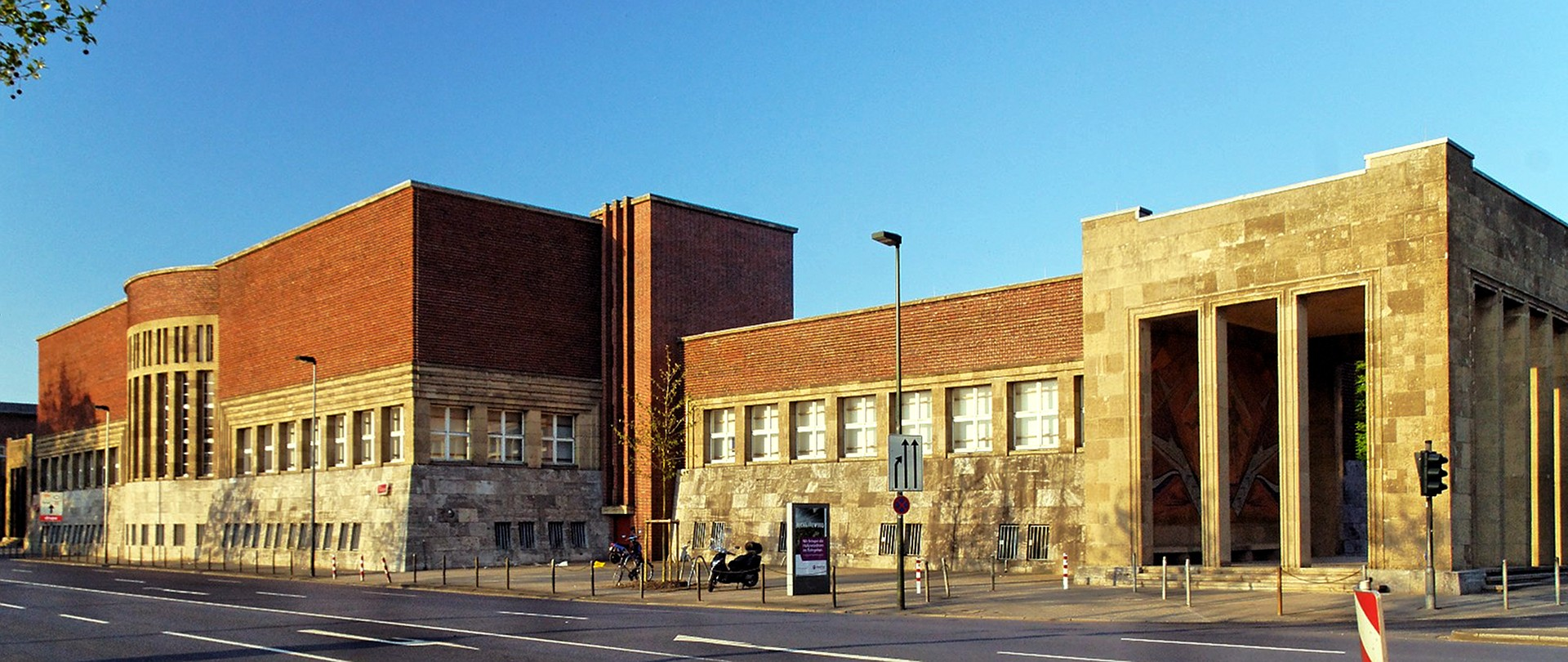
Музей искусств,Пемпельфорт
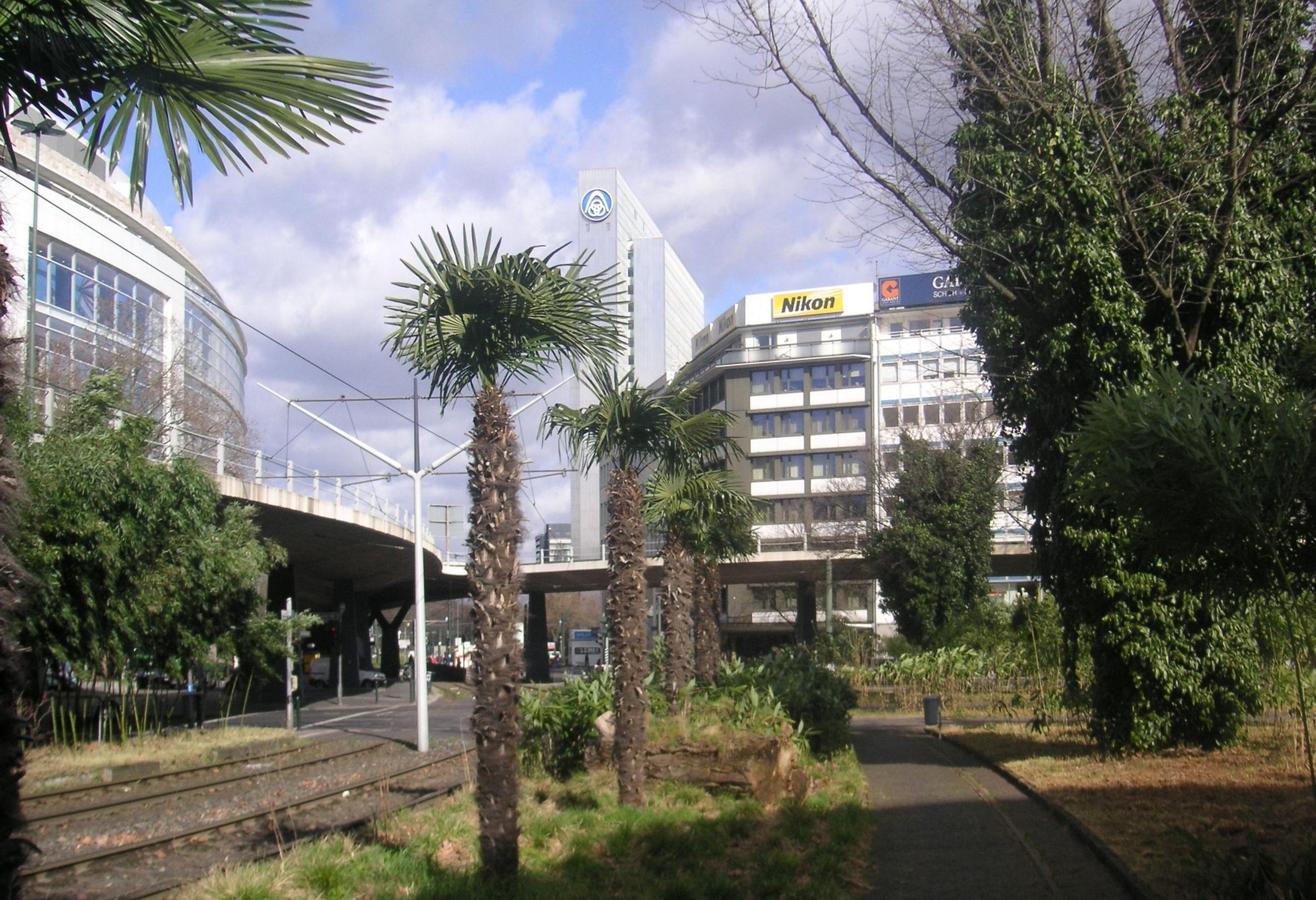
Центральная часть, Штадтмитте

## Дополнительная информация
- Список округов Дюссельдорфа
- Список районов Дюссельдорфа